# Дэвис, Ричард Хардинг
Ричард Хардинг Дэвис (англ. Richard Harding Davis; 18 апреля 1864, Филадельфия — 11 апреля 1916, Нью-Йорк) — американский журналист и писатель. По утверждению «Британской энциклопедии», «самый известный репортёр своего поколения».

## Биография
Дэвис родился 18 апреля 1864 года в Филадельфии. Его мать Ребекка Хардинг Дэвис была писательницей, а его отец Лемюэль Кларк Дэвис был журналистом и редактором газеты «Philadelphia Public Ledger». Дэвис учился в Университете Лихай и Университете Джонса Хопкинса. Его попросили оставить оба университета из-за того, что он пренебрегал учёбой ради общественной жизни.
Отец Дэвиса нашёл ему место журналиста в газете «Philadelphia Record», но Дэвиса скоро уволили. После короткой работы в «Philadelphia Press» он поступил на более высокооплачиваемое место в «New York Evening Sun», где привлёк внимание такими противоречивыми темами, как аборты, самоубийства и смертные казни. Впервые на него обратили внимание в мае-июне 1889 года после репортажа о разрушении Джонстауна (Пенсильвания) в результате наводнения. К этому добавились репортажи и о других громких событиях, например, о первой казни на электрическом стуле (казнь Уильяма Кеммлера в 1890 году).
Дэвис стал главным редактором журнала «Harper's Weekly» и одним из ведущих военных корреспондентов во время Англо-бурской войны (1899—1902). Будучи американцем, он имел уникальную возможность освещать события и с британской, и с бурской стороны. Дэвис также работал на «New York Herald», «The Times» и «Scribner's Magazine».
Во время Испано-американской войны (1898) Дэвис был на борту корабля флота США, когда происходил артобстрел кубинского города Матансас. Репортаж Дэвиса попал в газету, но журналистам до конца войны было запрещено бывать на американских кораблях. Дэвис был другом Теодора Рузвельта и помог создать легенду об отряде «Мужественные всадники», почётным членом которого он был.
Он был одним из многих военных корреспондентов, освещавших события Русско-японской войны (1904—1905) с японской стороны.
Позднее он был на Салоникском фронте во время Первой мировой войны.
Дэвис был дважды женат. Первый раз — на художнице Сесиль Кларк (1899). Второй раз — на актрисе Бэсси Маккой (1912). В браке с Бэсси родилась дочь Хоуп.
Художник Чарльз Дана Гибсон использовал Дэвиса как модель для мужского варианта «девушек Гибсона». Он упоминается в раннем романе Синклера Льюиса «Додсворт» как образец героя — искателя приключений.
Дэвис издал несколько популярных в то время сборников рассказов, приключенческих романов и документальных книг о своих путешествиях. После смерти Дэвиса вышел сборник воспоминаний о нём, среди авторов которого были писатели, художники, политики (в частности, Теодор Рузвельт и Уинстон Черчилль).

## Сочинения

### Романы и повести
- Принцесса Алина (The Princess Aline, 1895);
- Солдаты удачи (Soldiers of Fortune, 1897);
- Королевский шакал (The King’s Jackal, 1898);
- Лев и Единорог (The Lion and the Unicorn, 1899);
- Глупость Рэнсона (Ranson’s folly, 1902);
- The Scarlet Car (1906);
- Vera the Medium (1908);
- Белая мышь (The White Mice, 1909);

### Сборники рассказов
- Гэллегер (Gallegher) и другие рассказы (Gallegher, and Other Stories) (1891);
- Ван Биббер и другие (Van Bibber and Others, 1892);
- Изгнанники и другие рассказы (The Exiles, and Other Stories, 1894);
- Золушка и другие рассказы (Cinderella and Other Stories, 1896);

### Пьесы
- Глупость Рэнсона (Ranson’s folly, 1904);
- Диктатор (The Dictator, 1904);
- Мисс Цивилизация (Miss Civilisation, 1904);

### Документальные книги
- The West from a Car Window (1892);
- Наши английские кузены (Our English Cousins, 1894);
- Правители Средиземноморья (The Rulers of the Mediterranean, 1894);
- О Париже (About Paris, 1895);
- Трое гринго в Центральной Америке и Венесуэле (Three Gringos in Central America and Venezuela, 1896);
- Куба в военное время (Cuba in War Time, 1897);
- Один год из записной книжки репортёра (A Year From a Reporter’s Note-Book) (1897);
- Кубинская и пуэрто-риканская кампании (The Cuban & Porto Rican Campaigns, 1899);
- В обеих армиях (With Both Armies, 1900);
- Настоящие солдаты удачи (Real Soldiers of Fortune) (1906);
- Конго и побережье Африки (The Congo and coasts of Africa, 1907);
- Записки военного корреспондента (Notes of a War Correspondent, 1910);
- С союзниками (With the Allies, 1914);
- С французами во Франции и Салониках (With the French in France and Salonika, 1916);

## Иллюстрации

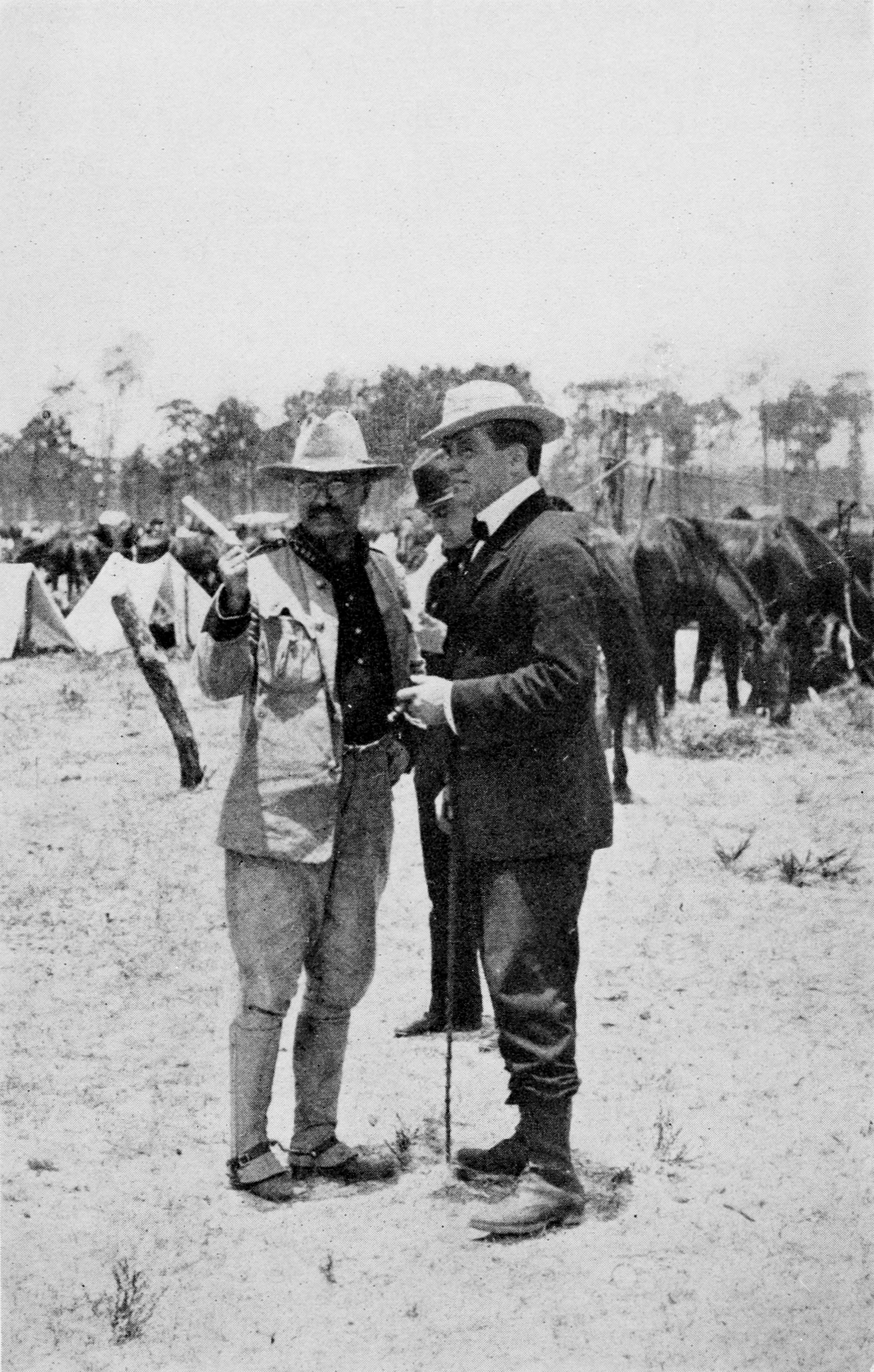
Дэвис и Теодор Рузвельт на Кубе, 1898 год
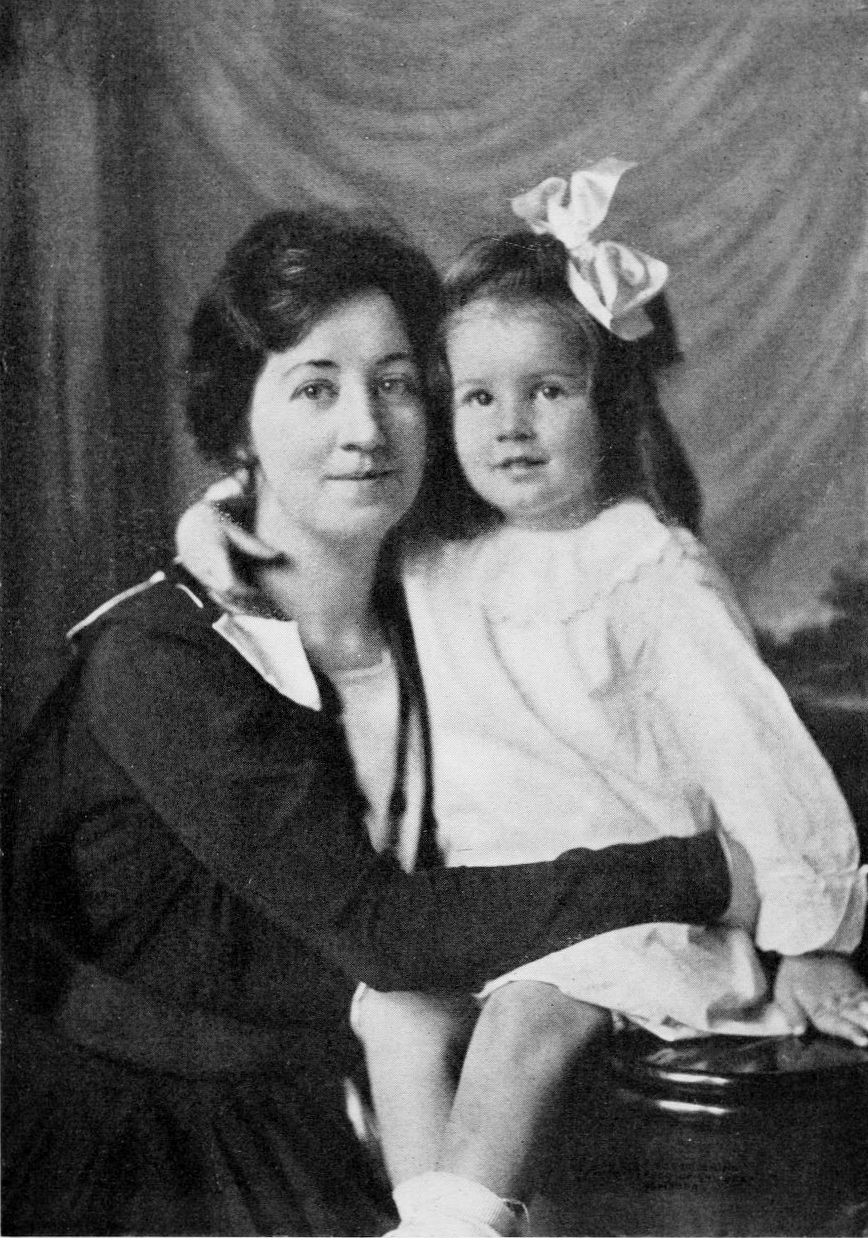
Бэсси и Хоуп Дэвисы
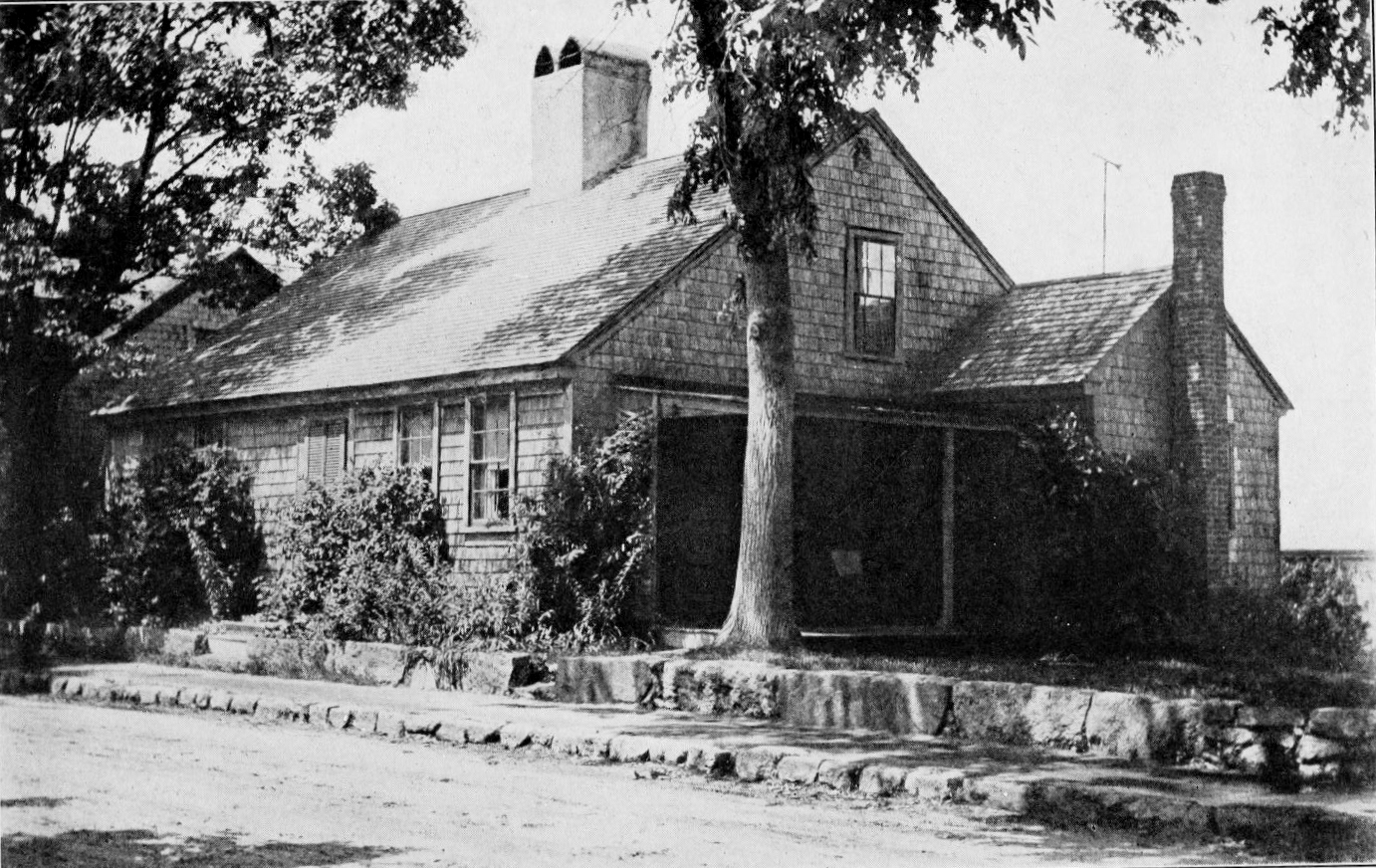
Дом Дэвиса в Мэрионе
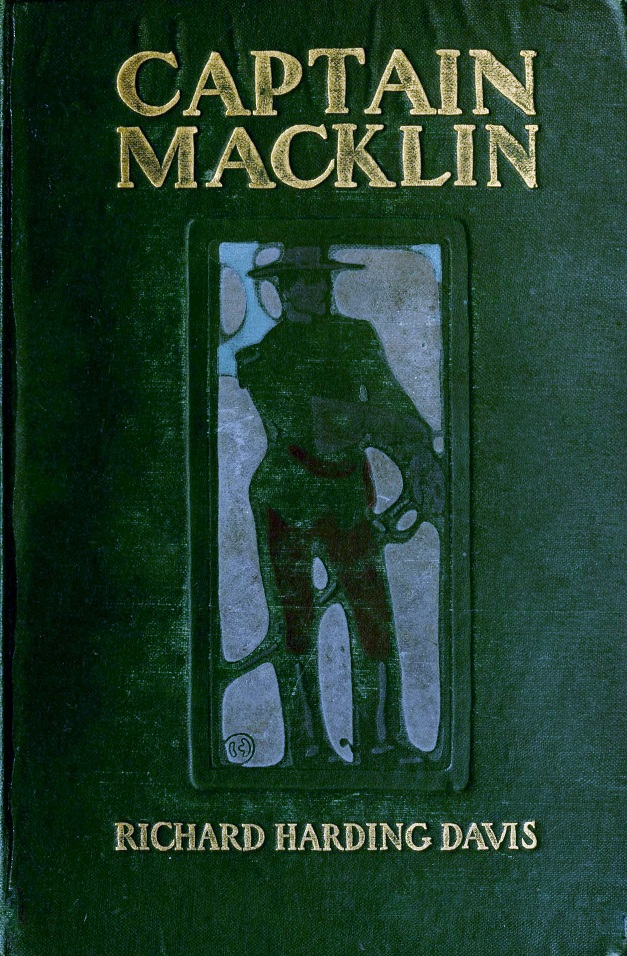
Обложка одного из романов